# Kristallen schedel

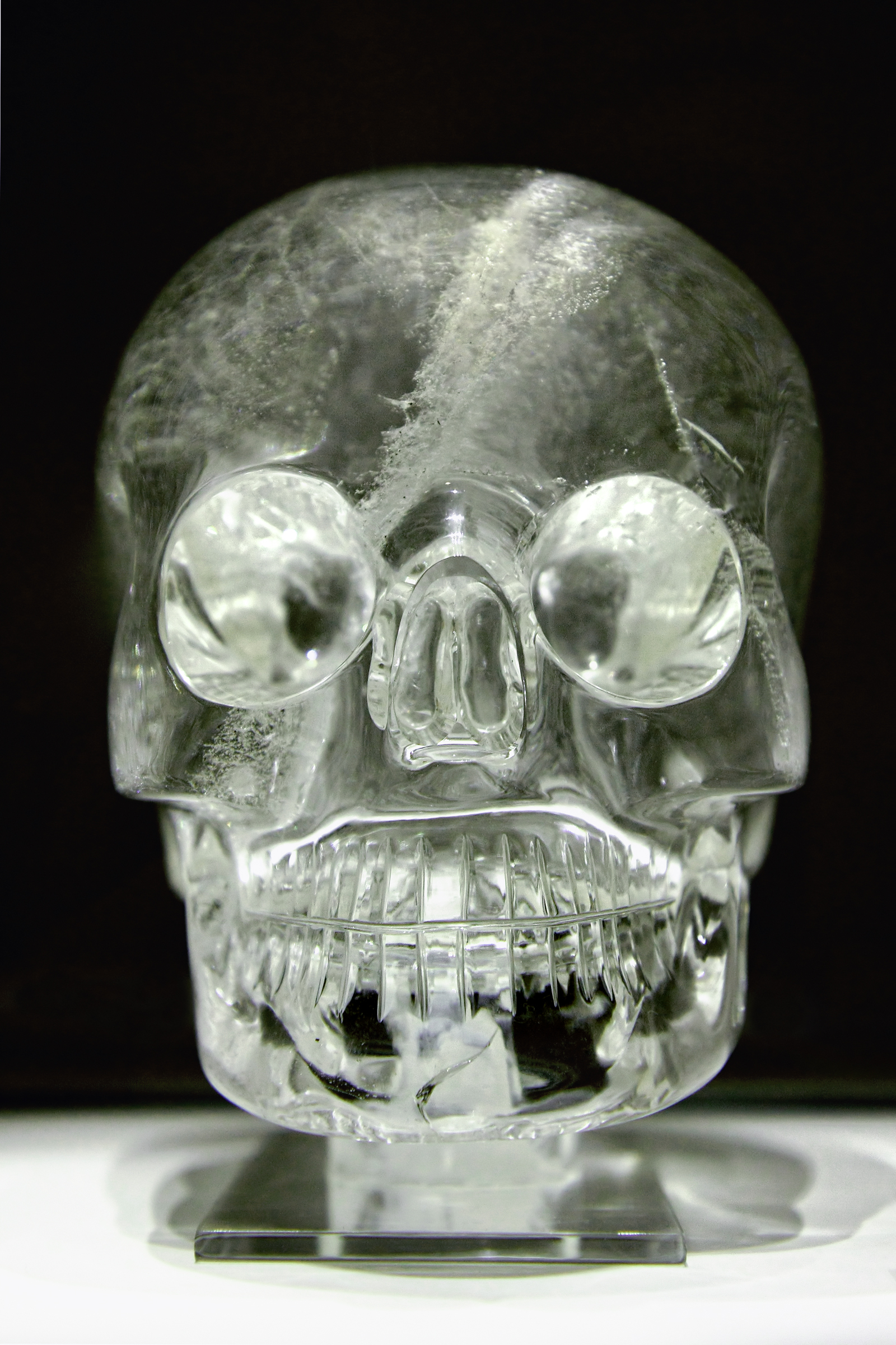
Een schedel in de collectie van het British Museum in Londen

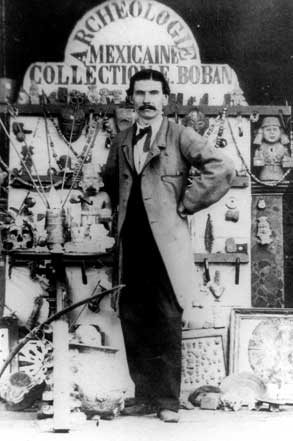
De Franse handelaar Eugène Boban die mogelijk de schedels liet produceren

De kristallen schedels zijn uit kwarts of bergkristal geslepen kunstwerken in de vorm van menselijke schedels. Deze doken op in de tweede helft van de negentiende eeuw en werden oorspronkelijk toegewezen aan diverse precolumbiaanse beschavingen. Onderzoek in de jaren negentig van de twintigste eeuw, onder andere met behulp van een scanning tunneling microscoop toonde aan dat in elk geval een aantal van deze schedels vervalsingen zijn. Deze zijn met slijpinstrumenten gemaakt die pas in de tweede helft van de negentiende eeuw ontwikkeld werden.
Er bestaat een sterk vermoeden dat een aantal van de kristallen schedels vervaardigd zijn in opdracht van de Franse handelaar Eugène Boban en door hem verkocht zijn.

## Mitchell-Hedges skull
Een van de bekendste schedels is de Mitchell-Hedges skull. Deze zou door de Britse avonturier F. A. Mitchell-Hedges in een ruimte onder de ruïnes van Lubaantun in Belize gevonden zijn. Later bleek hij deze schedel onderhands gekocht te hebben in het Londense veilinghuis Sotheby's. Zijn vrouw gaf als reden dat hij de schedel slechts als onderpand aan iemand gegeven had en deze via Sotheby's teruggekocht had. Na het overlijden van Anna Mitchell-Hedges is de schedel in het bezit gekomen van Bill Homann. In de jaren negentig bleek dat ook de Mitchell-Hedges skull een vervalsing was.

## Legenden
In de tussentijd zijn de nodige hypes en legenden ontstaan rond de kristallen schedels. Door hun zogenaamde vindplaats zouden ze eeuwen geleden door de Maya's, de Azteken of een nog oudere precolumbiaanse beschaving gefabriceerd zijn. Ook zouden deze paranormale gaven hebben en zou je ze nooit recht in de ogen mogen kijken. Volgens een andere legende zouden ze een buitenaardse oorsprong hebben. Er zouden er dertien van op aarde te vinden zijn. Eenmaal herenigd zouden ze hun kennis met de mensheid delen. Ook nu spelen de schedels nog steeds een rol in een deel van de New age-gemeenschap.

## In fictie
- In de film Indiana Jones and the Kingdom of the Crystal Skull uit 2008 worden alle bovenstaande legenden gecombineerd.
- Het verborgen kristal, een boek van Manda Scott, gaat over de kristallen schedels en het 2012-fenomeen van de Maya's.
- In de 21e aflevering van seizoen 3 van de sciencefictionserie Stargate SG-1 uit 2000 (Crystal Skull) verdwijnt Daniel Jackson als hij in een kristallen schedel kijkt.[3]
- De Assassin's Creed-serie verwijst naar de schedels, waar het oeroude artefacten zijn met mysterieuze krachten.